# Alstroemeria isabellana
Alstroemeria isabellana es una especie fanerógama, herbácea, perenne y rizomatosa perteneciente a la familia de las alstroemeriáceas. Es originaria del sur de América del Sur. Es un geófito tuberoso y crece principalmente en el bioma tropical estacionalmente seco. El número básico de cromosomas es x = 8 con un cariotipo asimétrico.

## Descripción
A. isabellana tiene hojas rígidas con mesofilo parcialmente diferenciado, no compacto, y células de forma irregular con espacios intercelulares bastante llamativos.

## Taxonomía
Alstroemeria isabellana fue descrita por  William Herbert, y publicado en Amaryllidaceae 90 (1837).
Etimología
Alstroemeria: nombre genérico que fue nombrado en honor del botánico sueco barón Clas Alströmer (Claus von Alstroemer) por su amigo Carlos Linneo. 
isabellana: epíteto latino del nombre italiano "Isabella".